# Казионов, Денис Александрович
Дени́с Алекса́ндрович Казио́нов (8 декабря 1987, Пермь, СССР) — российский хоккеист, левый нападающий. Младший брат Дмитрия Казионова.

## Биография
Воспитанник московского ЦСКА. Начал карьеру в 2003 году в составе ЦСКА. Впоследствии перебрался в ХК МВД, однако надолго задержаться там не смог. Следующими клубами были новокузнецкий «Металлург», омский «Авангард», хабаровский «Амур». По ходу сезона 2008/09 перебрался за границу, где выступал за чешскую команду «Млада Болеслав». Спустя год вернулся в Россию. Выступал за «Автомобилист», «Трактор» и «Ижсталь».
Начиная с сезона 2012/13 являлся игроком череповецкой «Северстали». Провёл 54 матча, в которых набрал 25 (16 + 9) очков. По окончании сезона перешёл в омский «Авангард».